# Szetter
Szetternek nevezzük azokat a vadászkutyákat, amelyek feladata a kisebb termetű vadak (például róka, fácán, vadkacsa) felkutatása, azok állása, és a vadász utasítására a vad felzavarása, esetenként a lelőtt vad apportírozása.

## Ide tartoznak
- angol szetter (Nemzetközi Kinológiai Szövetség standard #2 ),
- ír szetter (Nemzetközi Kinológiai Szövetség standard #120 ),
- Gordon szetter (Nemzetközi Kinológiai Szövetség standard #6 )
- és a legkevésbé elterjedt vörös-fehér ír szetter (Nemzetközi Kinológiai Szövetség standard #330 ).

## Jellemzése
- Az összes szetterre egyaránt jellemző, hogy az emberek irányában kiemelkedően magas tolerancia szinttel rendelkeznek, sohasem lépnek fel agresszíven, kimondottan keresik az ember társaságát, könnyen barátkoznak.
- A szetter munkakutyaként lassan, de jól tanítható (későn érő típus), önálló döntéshozatali képessége egyben az egyik legjobb és egyik legrosszabb tulajdonsága is, mert könnyen makacsságba csaphat át. Őrző-védő feladatokra agresszivitás hiányában nem alkalmas, maximum jelzőkutyaként.
- Családi kutyának is kimondottan ideálisak, lakásban jól tarthatóak, amennyiben a napi mozgásigényük teljesül. A gyerekekért rajonganak, kimondottan óvatosak velük, így az egészen pici gyerekeket sem kell félteni tőlük.

Nem kedvelik ha a házból, lakásból kizárják őket, mert folyamatosan szemmel akarják tartani a családtagokat.

## Külső hivatkozások
- Szetter.lap.hu - linkgyűjtemény